# Stele del Cervo

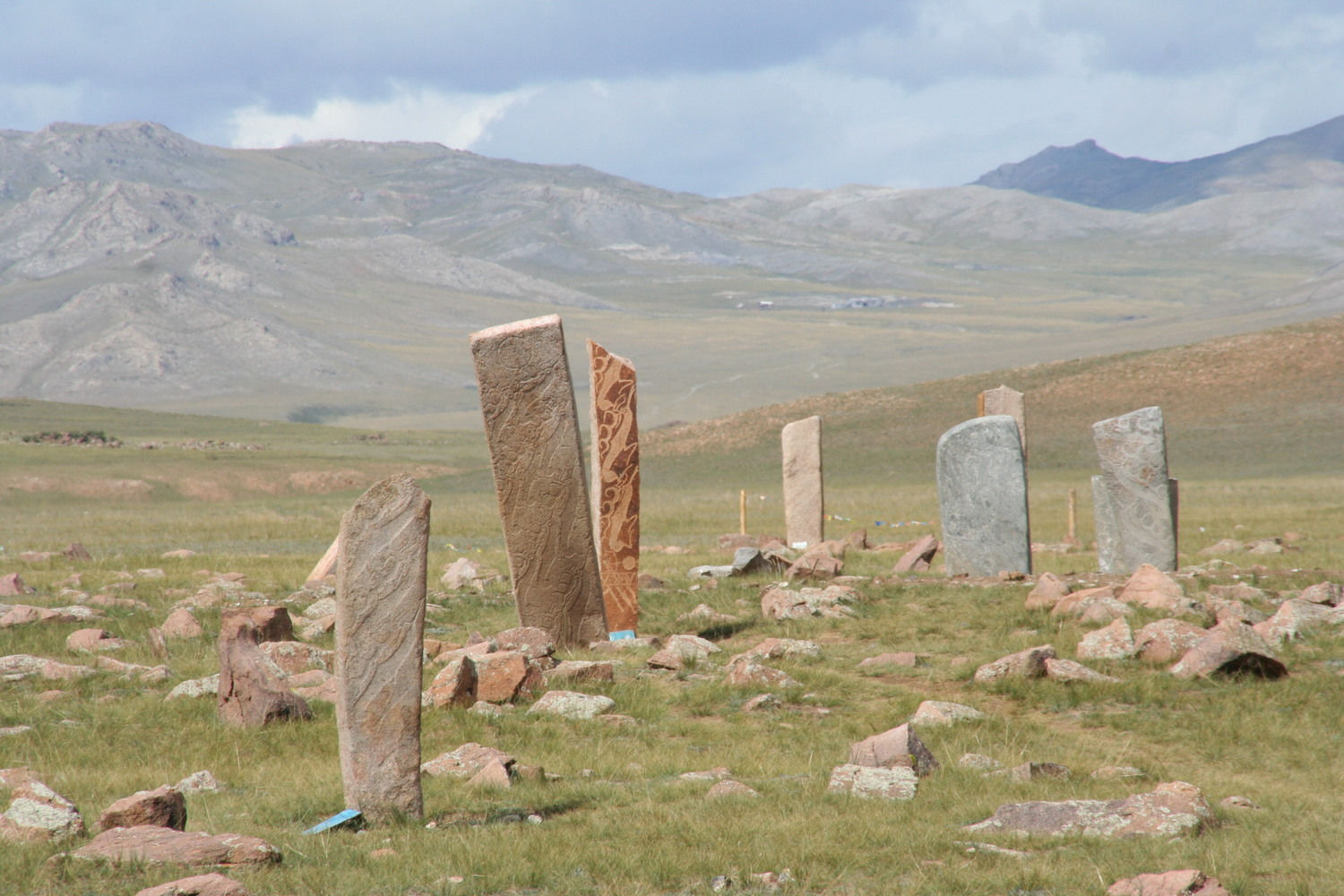
Sito delle Stele del Cervo.

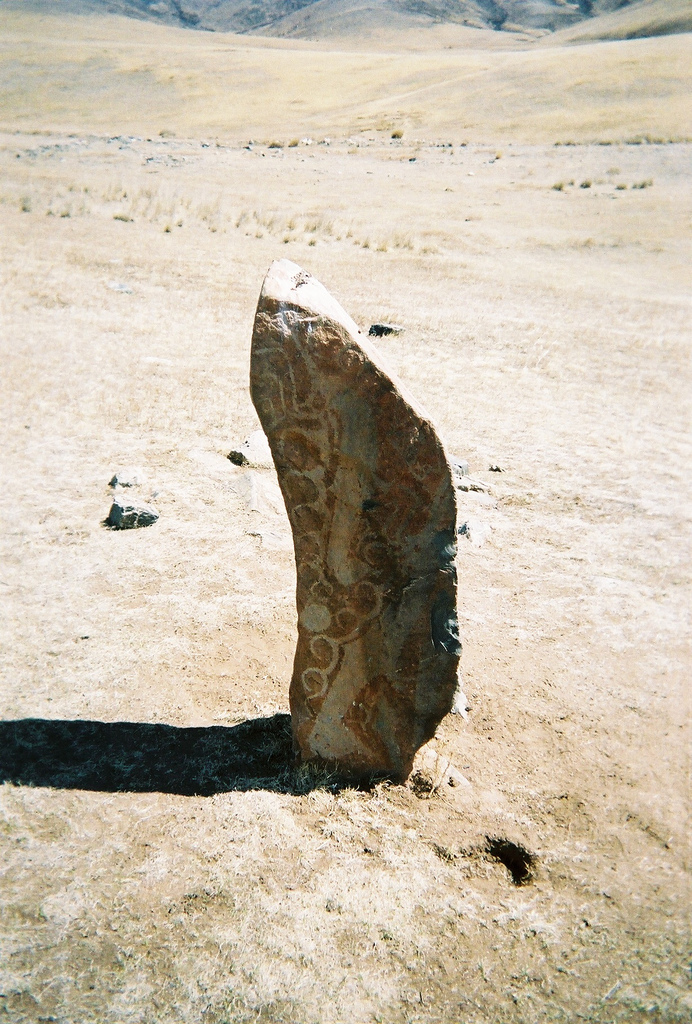
Una delle Stele del Cervo.

Le stele del Cervo sono un complesso di megaliti istoriati situati in Mongolia; il nome deriva dal fatto che sulla loro superficie sono stati scolpiti dei cervi volanti. Il loro scopo e i loro creatori sono sconosciuti. Gli archeologi hanno rinvenuto ben 500 pietre similmente instoriate in tutta la Mongolia. Tuttavia, nelle rovine dei cimmeri spesso sono state rinvenute pietre incise con gli stessi motivi, ed è noto che questa popolazione penetrò anche in Mongolia. I cimmeri del 1° millennio a.C. lasciarono un piccolo numero (circa dieci esemplari noti) di stele di pietra nello stile distintivo della cultura kurgan. Altre quattro o cinque stele del Cervo risalenti al medesimo periodo sono note nel Caucaso settentrionale.
Queste stele sono state probabilmente erette in origine dai popoli nomadi dell'età del bronzo intorno al 1.000 a.C. anche se ulteriori ricerche sembrano supportare l'ipotesi dell'origine cimmerica. Le culture posteriori hanno spesso riutilizzato le stele nei loro tumuli funerari (noti come khirigsuurs) o per altri scopi. Moderni vandali hanno anche contraffatto e saccheggiato le pietre.
Sulle stele, oltre alle immagini di cervi volanti, si possono notare un cerchio nella parte superiore e nella parte inferiore un coltello e cintura stilizzati; questo ha fatto supporre che i manufatti rappresentassero persone molto importanti. Raramente, su alcune stele, si trova scolpito anche un volto nella parte superiore. La stele più alta rinvenuta misura 4,5 metri.
I siti dove sono presenti i manufatti sono Ulaan Tolgoi e Ushkiin-Uver, questo vicino a Môrôn.

## Studi moderni
Nel 2006 lo Smithsonian Institution e l'Accademia Mongola di Scienze hanno varato il Deer Stone Project e hanno provveduto ad una scansione laser tridimensionale dei manufatti.

## Riferimenti
- Eric A. Powell, Mongolia, in Archaeology, magazine January/February 2006